# Wardha
Wardha (en marathi : वर्धा)  est une ville de l'État indien du Maharashtra.